# Solmaz
Solmaz ist eine Kleinstadt im Landkreis Tavas der türkischen Provinz Denizli. Solmaz liegt etwa 55 km südwestlich der Provinzhauptstadt Denizli und 11 km südwestlich von Tavas. Solmaz hatte laut der letzten Volkszählung 719 Einwohner (Stand Ende Dezember 2010).
Das Verwaltungsgebiet von Solmaz gliedert sich in zwei Stadtteile, Gazi Mahallesi und Pınar Mahallesi, die jeweils von einem Muhtar verwaltet werden.